# Golpe de Estado en Liechtenstein de 1918
El Golpe de Estado en Liechtenstein de 1918 (alemán: Novemberputsch 1918),también denominado Putsch de Beck, fue un golpe de Estado llevado a cabo por los dirigentes del Partido Popular Social Cristiano (Christlich-Soziale Volkspartei, VP) contra el gobierno del gobernador Leopold Freiherr von Imhof. Como resultado del golpe, el gobierno de Imhof fue obligado a renunciar y se instauró un Comité Ejecutivo Provisional que permaneció en funciones hasta el 7 de diciembre.

## Fondo
Tras el inicio de la Primera Guerra Mundial en agosto de 1914, Liechtenstein adoptó una postura de neutralidad. Tanto el gobierno como gran parte de la población apoyaban a las Potencias Centrales, especialmente a Austria-Hungría, con la que el país mantenía una unión aduanera desde 1852. Al no prever una guerra prolongada, las autoridades no tomaron medidas económicas ni alimentarias preventivas.Además, al no emitir una declaración oficial de neutralidad, ciudadanos de Liechtenstein fueron internados y sus bienes parcialmente incautados por Francia, Rusia y el Reino Unido.En respuesta, el gobierno declaró en repetidas ocasiones que Liechtenstein era un país neutral e independiente de Austria-Hungría.

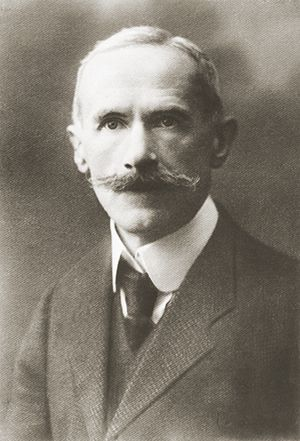
Leopold Freiherr von Imhof, gobernador de Liechtenstein desde abril de 1914.

Desde septiembre de 1914, comenzaron a escasear los suministros alimentarios provenientes de Austria-Hungría, de los cuales Liechtenstein dependía en gran medida. Esta situación provocó un rápido debilitamiento del apoyo inicial a la guerra. A esto se sumó la presión ejercida por Gran Bretaña y Francia sobre Suiza para que dejara de exportar alimentos a Liechtenstein, debido a sus estrechos vínculos con Austria-Hungría.En respuesta a la crisis, el gobierno de Liechtenstein, liderado por Leopold Freiherr von Imhof, estableció el 14 de diciembre de 1914 comisiones de emergencia en todo el país, con el objetivo de adquirir y distribuir alimentos y materias primas escasas entre la población.
A pesar de los esfuerzos del gobierno, la escasez de alimentos se agravó con el transcurso de la guerra. Para 1916, los envíos de alimentos desde Austria-Hungría se habían detenido por completo, lo que obligó a Liechtenstein a estrechar sus vínculos con Suiza con el fin de asegurar el suministro alimentario.Como consecuencia, el contrabando de alimentos y materias primas se incrementó notablemente.Ese mismo año, los países de la Entente impusieron un embargo a Liechtenstein.
Conforme avanzaba la guerra, creció el descontento popular hacia el liderazgo de Leopold von Imhof.Esta situación permitió que figuras como Wilhelm Beck ganaran influencia y respaldo. Beck fundó en 1914 un grupo opositor de corte socioliberal contra Imhof, apoyado por el periódico Oberrheinische Nachrichten. Este grupo promovía principalmente la ampliación de la asistencia social, el derecho al voto y el nombramiento de un jefe de gobierno de nacionalidad liechtensteiniana, en contraste con Imhof, que era austriaco.Pronto, Imhof fue objeto de críticas por la insuficiencia de sus medidas ante la crisis económica y fue acusado de incompetencia.En el Landtag de Liechtenstein, Beck e Imhof sostuvieron acalorados debates.En febrero de 1918, se fundó el Partido Popular Social Cristiano, que logró cinco de los doce escaños en las elecciones generales de ese año.

## Golpe
En noviembre de 1918, Wilhelm Beck, decidido a lograr que Liechtenstein tuviera un jefe de gobierno liechtensteiniano, se alió con los miembros del Landtag Martin Ritter y Fritz Walser para planear el derrocamiento de Leopold von Imhof.El 7 de noviembre, presentaron ante el Landtag una moción de censura contra Imhof.Este, presionado por los legisladores, solicitó una cuestión de confianza y, al mismo tiempo, accedió a presentar su renuncia.Aunque el Landtag le expresó su confianza de forma unánime, los miembros electos —en contra de la constitucióny sin el respaldo de los representantes designados por el príncipe— transfirieron el poder a un Comité Ejecutivo Provisional encabezado por Martin Ritter.
Otros personajes contrarios a las ideas de Wilhelm Beck, como Albert Schädler, renunciaron en señal de protesta.El príncipe Juan II aceptó oficialmente la dimisión de Leopold von Imhof el 13 de noviembre.Posteriormente, Schädler se reunió con el príncipe en Viena, donde se estableció que el Comité Ejecutivo Provisional solo permanecería en funciones durante un mes. Además, se acordó que el príncipe Carlos Luis de Liechtenstein asumiría como gobernador tras la disolución del comité, en respuesta a la creciente demanda popular de contar con un jefe de gobierno de nacionalidad liechtensteiniana.

## Consecuencias y legado
Entre la ciudadanía de Liechtenstein, el golpe de Estado fue bien recibido, ya que muchos culpaban a Imhof de ser el principal responsable de la crisis económica. No obstante, dentro del Landtag, el evento generó una fuerte controversia.Martin Ritter, en particular, fue una figura polémica debido a que asumió el poder por medios considerados inconstitucionales, a pesar de haber permanecido en el cargo solo un mes, del 7 de noviembre al 7 de diciembre de 1918.Como reacción al golpe, los tres miembros del Landtag designados por el príncipe Juan II presentaron su renuncia como forma de protesta.

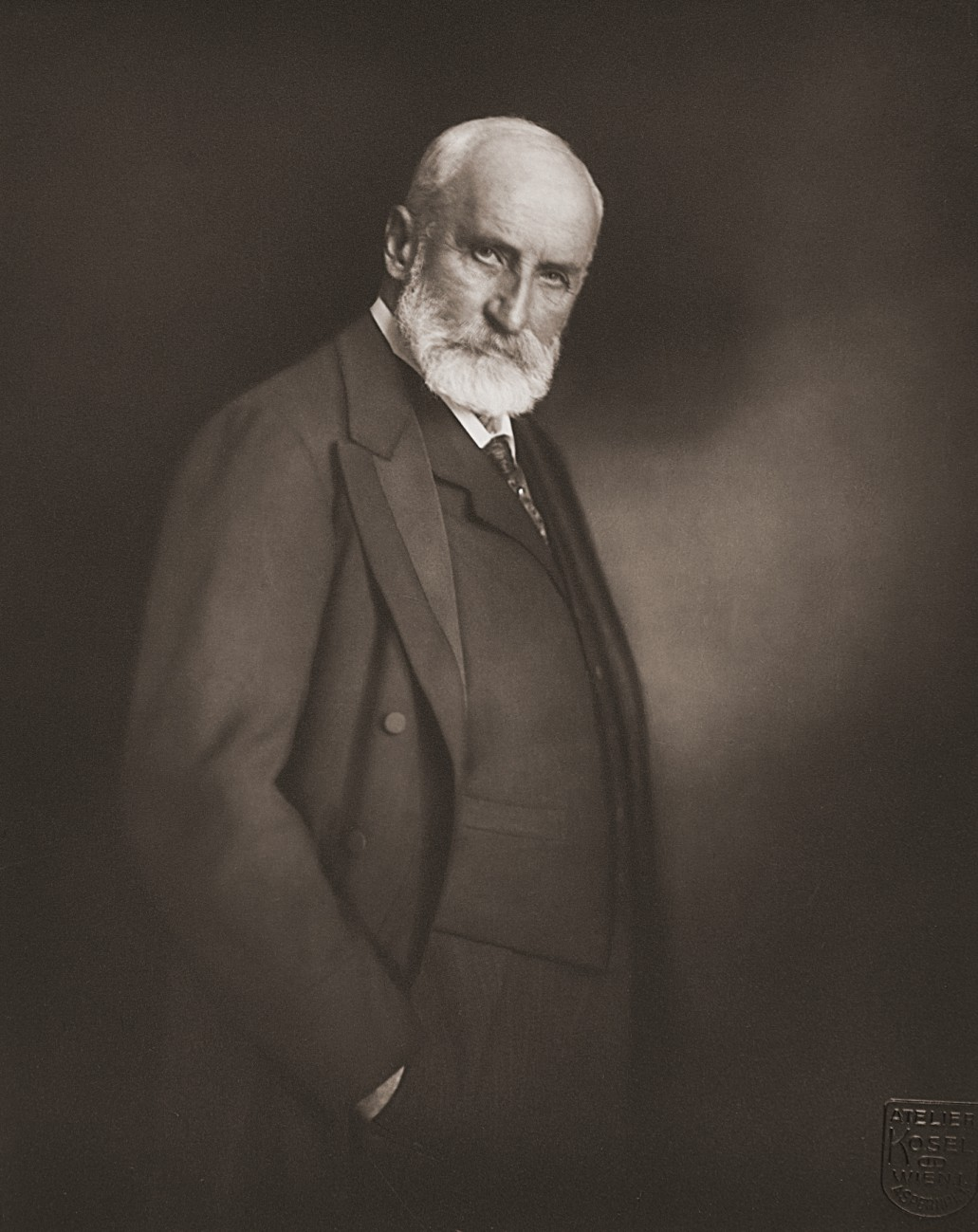
Juan II de Liechtenstein

Según los informes, el príncipe Juan II reaccionó con cautela ante el golpe. Optó por permanecer en Viena durante el tiempo que el Comité Ejecutivo Provisional estuvo en funciones, aunque no tomó medidas para impedir su actuación, en parte debido a su alta popularidad entre la población. El comité, por su parte, no tenía intenciones de romper con la monarquía; de hecho, concluyó su proclamación con la frase: «¡Que el príncipe y la patria vivan por mucho tiempo!». Una señal del continuo interés del príncipe en los asuntos estatales fue un telegrama enviado desde su oficina a Albert Schädler:
Su Majestad reaccionó con reservas ante la toma de posesión de un comité en el país. Las decisiones oficiales sobre dicho comité se tomarán próximamente.

— Oficina del Príncipe en nombre de Juan II, Príncipe de Liechtenstein.
El golpe representó una violación directa de la Constitución de Liechtenstein de 1862. Sumado a la crisis económica provocada por la Primera Guerra Mundial, generó un amplio respaldo a favor de una reforma constitucional en el país.Poco después, se conformó un comité encargado de este proceso, lo que dio paso a un periodo de tres años en el que el Partido Cívico Progresista y el Partido Popular Social Cristiano, con el apoyo de Josef Peer, colaboraron para redactar una nueva constitución que retomara los ideales promovidos por Wilhelm Beck.
La nueva constitución fue promulgada como ley el 5 de octubre de 1921, firmada por el príncipe Carlos Alberto en nombre de Juan II y por Josef Ospelt en representación del gobierno.Este texto fundamental estableció un sistema de monarquía constitucional con democracia parlamentaria parcial, incorporando la posibilidad de realizar referendos sobre las decisiones del Landtag.Entre sus reformas más significativas se encontraban la abolición de los tres escaños parlamentarios designados por el príncipe y la reducción de la edad para votar de 24 a 21 años, instaurando el sufragio universal masculino.